# Batente das Agulhas
O batente das agulhas é uma formação rochosa em mar aberto localizada a 25 quilômetros da costa de Natal, no estado brasileiro do Rio Grande do Norte.
Considerado o segundo melhor ponto de mergulho do país, o local recebeu esse nome devido a forma das formações rochosas terem o formato de colunas fossilizadas. Recomendado para mergulhadores profissionais, a profundidade máxima do mergulho é de 24 metros e a média 18 metros.[ligação inativa]